# Jorge Romo Salinas
Jorge Israel Romo Salinas, (n. Forestal, Viña del Mar, 9 de enero de 1990) es un futbolista chileno. Actualmente juega de mediocampista en Barnechea de la Primera B de Chile.

## Trayectoria
Participó en el Campeonato Sudamericano Sub-20 de 2011 que se desarrolló en Arequipa, Perú.Jorge fue reconocido por Everton como el mejor jugador del primer equipo.

Me he sentido bastante bien. No he tenido problemas con el ritmo de competencia porque el año pasado estuve a préstamo en Academia Quilpué. Ahí me fue muy bien agarré roce y experiencia. Fui el capitán y un pilar fundamental en el equipo, porque hice 10 goles en 20 partidos.
Jorge Romo. 9 de marzo de 2011. Viña del Mar

Estas declaraciones se hicieron después de que "El Forestalino" volviera del préstamo desde Academia Quilpué.

## Selección nacional

### Selección adulta
A finales del año 2011 es convocado por primera vez a la selección adulta, para disputar un partido amistoso contra Paraguay, jugado el 21 de diciembre de 2011, donde lograría debutar al ingresar en el segundo tiempo, en el duelo que acabó con la victoria de su equipo por tres goles a dos.

#### Partidos internacionales
| 1     | 21 de diciembre de 2011 | Estadio La Portada, La Serena, Chile | Chile      | 3-2 | Paraguay |   |  | Claudio Borghi | Amistoso |
| Total | Total                   | Total                                | Presencias | 1   | Goles    | 0 |  |                |          |

| Selección chilena | Selección chilena | Selección chilena |
| Año               | Partidos          | Goles             |
| ----------------- | ----------------- | ----------------- |
| 2011              | 1                 | 0                 |
| Total             | 1                 | 0                 |

## Clubes
| Club                  | País  | Año       |
| --------------------- | ----- | --------- |
| Academia Quilpué      | Chile | 2010-2011 |
| Everton               | Chile | 2011-2015 |
| Deportes Puerto Montt | Chile | 2015-2016 |
| Everton               | Chile | 2016      |
| Cobresal              | Chile | 2017      |
| Rangers               | Chile | 2018      |
| San Luis              | Chile | 2019      |
| Unión La Calera       | Chile | 2020-2021 |
| Deportes Copiapó      | Chile | 2021      |
| Deportes Puerto Montt | Chile | 2022      |
| Barnechea             | Chile | 2023-Act. |